# Aston Martin AMR23
Aston Martin AMR23 —  болід Формули-1, розроблений і виготовлений Астон Мартін для участі в чемпіонаті Формули-1 2023. Це третій болід Формули-1 Aston Martin створений в 21 столітті. Пілотами стали Ленс Стролл та дворазовий чемпіон Формули-1 Фернандо Алонсо. Феліпе Друговіч замінив Стролла після того, як в останнього стався незначний інцидент на велосипеді, через який довелось пропустити всі три дні передсезонних тестів у Бахрейні.

## Розробка і дизайн
16 грудня 2022 року Астон Мартін оголосили, що представлять AMR23 13 лютого 2023 року, ставши першим конструктором, який оголосив дату запуску.

## Результати
| Рік      | Команда                               | Двигун                                 | Шини | Гонщик          | Гран-прі | Гран-прі | Гран-прі | Гран-прі | Гран-прі | Гран-прі | Гран-прі | Гран-прі | Гран-прі | Гран-прі | Гран-прі | Гран-прі | Гран-прі | Гран-прі | Гран-прі | Гран-прі | Гран-прі | Гран-прі | Гран-прі | Гран-прі | Гран-прі | Гран-прі | Очки | Місце |
| Рік      | Команда                               | Двигун                                 | Шини | Гонщик          | БАХ      | САУ      | АВС      | АЗЕ      | МАЯ      | МОН      | ІСП      | КАН      | АВТ      | ВЕЛ      | УГО      | БЕЛ      | НІД      | ІТА      | СІН      | ЯПО      | КАТ      | США      | МЕХ      | САП      | ЛВГ      | АБУ      | Очки | Місце |
| -------- | ------------------------------------- | -------------------------------------- | ---- | --------------- | -------- | -------- | -------- | -------- | -------- | -------- | -------- | -------- | -------- | -------- | -------- | -------- | -------- | -------- | -------- | -------- | -------- | -------- | -------- | -------- | -------- | -------- | ---- | ----- |
| 2023     | Aston Martin Aramco Cognizant F1 Team | Mercedes F1 M14 E Performance 1.6 V6 t | P    | Фернандо Алонсо | 3        | 3        | 3        | 46       | 3        | 2        | 7        | 2        | 5        | 7        | 9        | 5        | 2        | 9        | 15       | 8        | 68       | Схід     | Схід     | 3        | 9        | 7        | 280  | 5     |
| 2023     | Aston Martin Aramco Cognizant F1 Team | Mercedes F1 M14 E Performance 1.6 V6 t | P    | Ленс Стролл     | 6        | Схід     | 4        | 78       | 12       | Схід     | 6        | 9        | 94       | 14       | 10       | 9        | 11       | 14       | Від      | Схід     | 11       | 7        | 17†      | 5        | 5        | 10       | 280  | 5     |
| Джерело: |                                       |                                        |      |                 |          |          |          |          |          |          |          |          |          |          |          |          |          |          |          |          |          |          |          |          |          |          |      |       |